# Вероніка герцеговинська
Вероніка герцеговинська (лат. Veronica poljensis) — однорічна трав'яниста рослина, вид роду вероніка (Veronica) родини подорожникові (Plantaginaceae).

## Морфологічна характеристика
Стебла висотою 10–35 см, біля основи дугоподібно відігнуті, голі.
Віночок білий, з рожевими смугами на верхній на бокових частинах, діаметром 3–3,5 мм.
Цвіте у червні-липні.

## Поширення в Україні
Вид поширений на Лівобережжі у лісостепу та на Правобережжі у степу, росте на берегах озер, річок та боліт, на вологому піску.